# Bertiera pedicellata
Bertiera pedicellata är en måreväxtart som först beskrevs av William Philip Hiern, och fick sitt nu gällande namn av Herbert Fuller Wernham. Bertiera pedicellata ingår i släktet Bertiera och familjen måreväxter.
Artens utbredningsområde är São Tomé. Inga underarter finns listade i Catalogue of Life.